# Plaza 25 de Mayo (Sucre)
La Plaza 25 de Mayo, conocida también como Plaza Mayor y Plaza de Armas, es una plaza ubicada en Sucre, capital de Bolivia. Fue declarada Patrimonio Cultural e Histórico de Bolivia el 2014 mediante la Ley Nº 531.
Alberga los monumentos a los libertadores Simón Bolívar, Antonio José de Sucre y Bernardo de Monteagudo. Alrededor de la plaza se encuentra la Casa de la Libertad, la Catedral Metropolitana y los edificios de la Alcaldía Municipal y la Gobernación.

## Galería

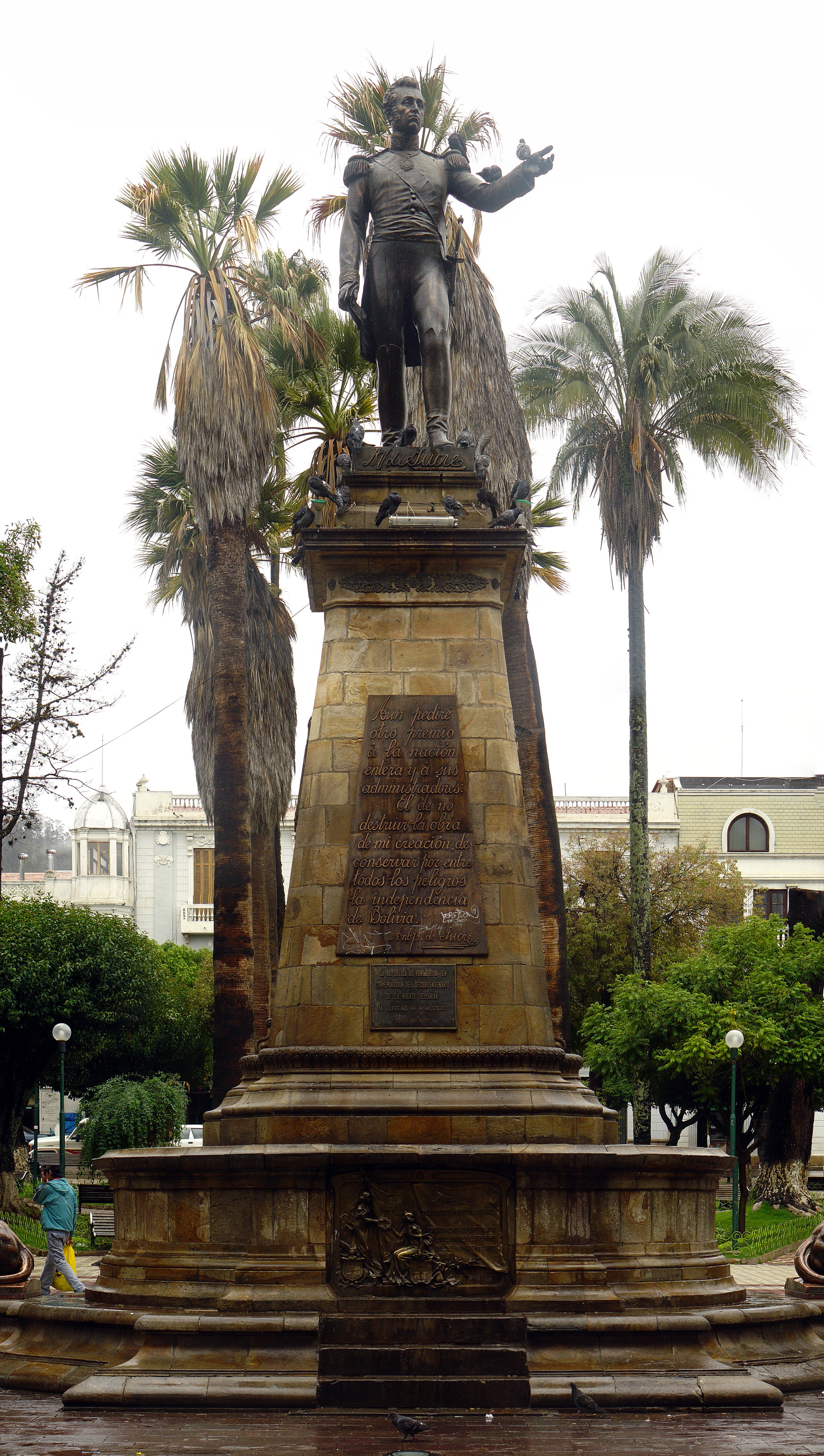
Monumento a Antonio José de Sucre
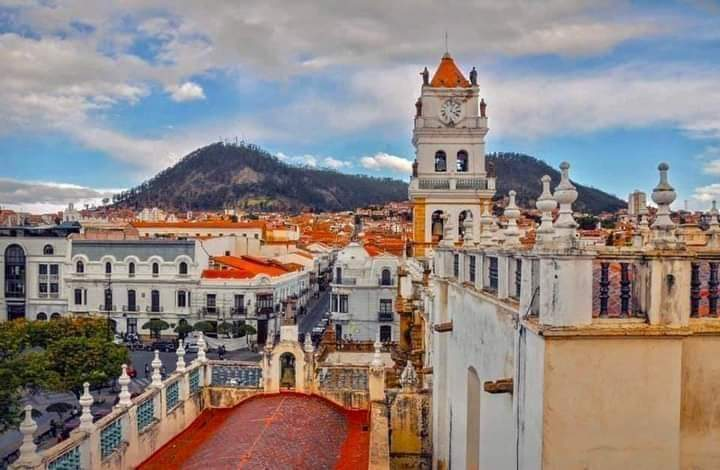
Catedral Metropolitana
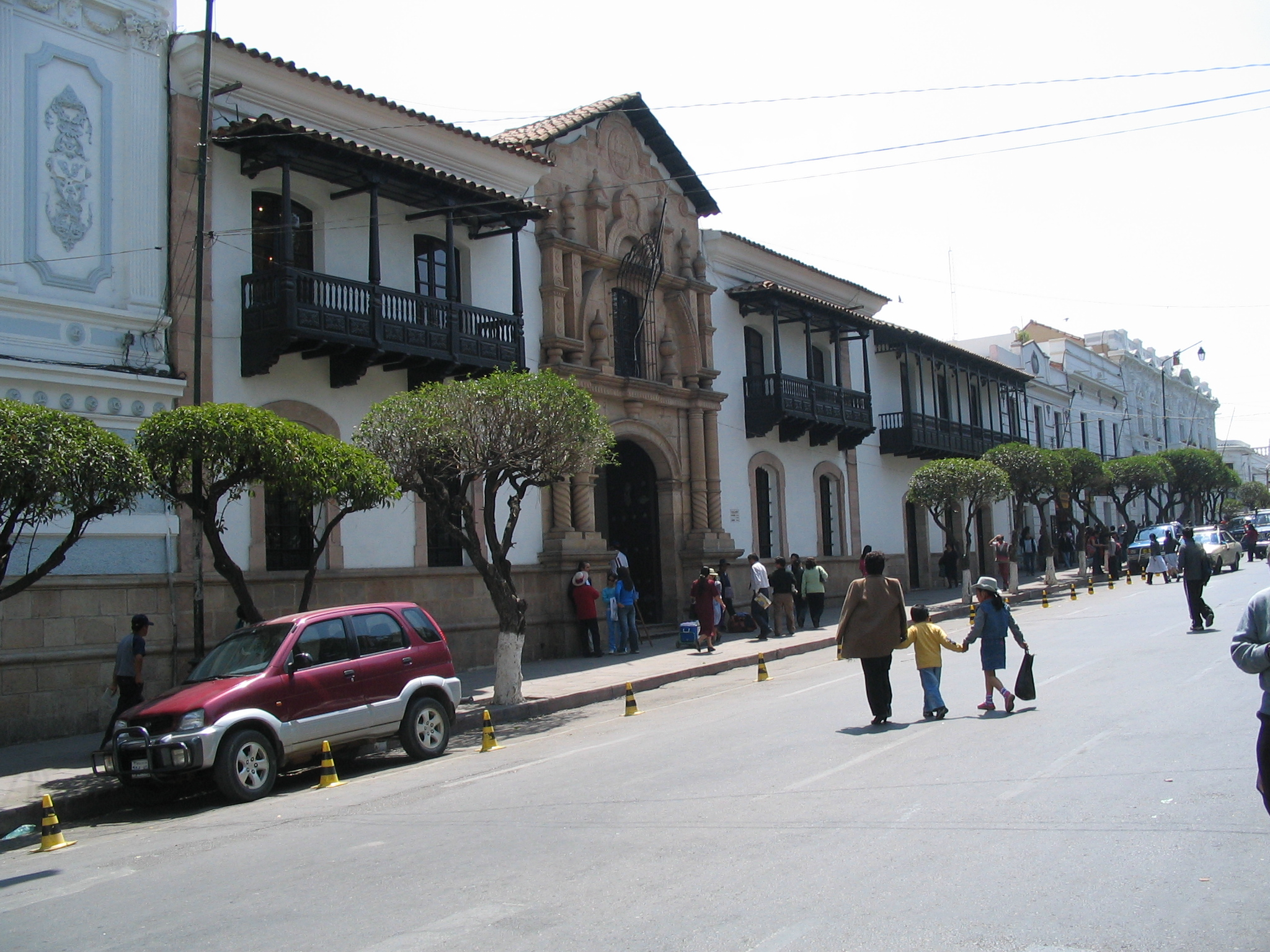
Casa de la Libertad